# La Chinaca
La Chinaca: Periódico escrito única y exclusivamente para el pueblo, de ideología liberal y estilo sarcástico, se publicó en la Ciudad de México de 1862 a 1863, durante la intervención francesa.

## Historia
La Chinaca comenzó a circular el 16 de abril de 1862 con una frecuencia de publicación bisemanal. Se imprimió en los talleres de Nabor Chávez y Vicente García Torres. Su nombre proviene del náhuatl, y en esa lengua significa "desarrapado", término que fue utilizado para referirse a los guerrilleros republicanos que no contaban con uniformes. Su precio era de un octavo de real.
Sus principales colaboradores fueron Guillermo Prieto, Pedro Santacilia, Joaquín Alcalde, Alfredo Chavero, José María Iglesias y Francisco Schiaffino. También Ignacio Ramírez "El Nigromante" se contó entre sus autores. José Solórzano fue el redactor en jefe. Los autores de ideología liberal utilizaron este medio para manifestarse en contra de la invasión extranjera y a favor de la soberanía nacional, con la intención de narrar los acontecimientos de la ocupación y fomentar el patriotismo de sus lectores. 
Además de las noticias, se publicaron versos y artículos, entre ellos "El Zuavo", "Impresiones de viaje", "Hechos", "La expulsión de los franceses" y "El 5 de mayo de 1862". El periódico dejó de circular a mediados de 1863. Cada ejemplar se conformaba por cuatro hojas, su contenido tenía una editorial, poemas, canciones y caricaturas.

## Edición facsimilar
Por iniciativa de la historiadora Clementina Díaz y de Ovando y con el apoyo del Senado de la República, el 5 de mayo de 2012, se publicó una edición facsimilar de La Chinaca dentro del marco de las celebraciones del 150.° aniversario de la batalla de Puebla. Según la historiadora —quien falleció poco antes de la publicación de esta edición facsimilar—, La Chinaca se vendía en la librería de José María Aguilar y se leía a voz en cuello en las esquinas.